# Sacerdote uab
Un sacerdote uab (wˁb, literalmente, "puro", en griego: pastoforo) era un tipo de sacerdote que formaba parte del bajo clero en el Antiguo Egipto. El término para las sacerdotisas, aunque su número era mucho menor, era el de uabet.
| D60 | N35A | A1 |

| D60 | N35A | A1 |

## Funciones

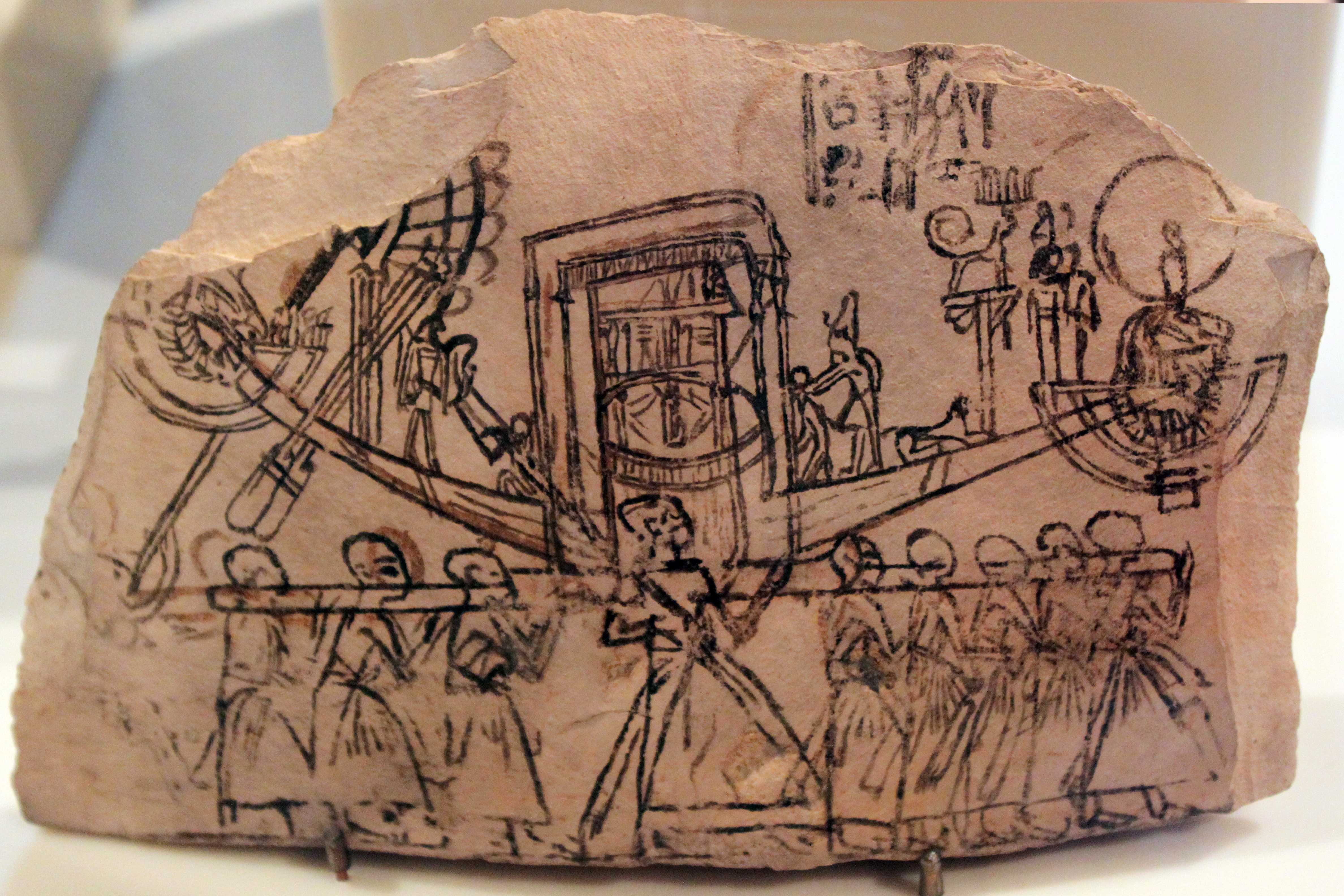
Óstracon con sacerdotes uab, característicos por su cabeza rapada, portando la barca sagrada durante una procesión. Dinastía XIX de Egipto.

Los  sacerdotes uab, los más abundantes del sacerdocio, estaban subordinados y asistían a los 'servidores del Dios' (hem-netyer). Tenían la tarea de realizar tareas menores en el mantenimiento de los templos y sus rituales, como llevar ofrendas, instrumentos musicales y objetos de culto sagrado al santuario, cámaras o altar además de encargarse de la limpieza del área ritual y los utensilios. 
Además de desempeñaban funciones internas en el templo, también eran los portadores de la barca sagrada en las procesiones y podían supervisar a obreros como pintores y dibujantes. Aunque se encargaban de las purificaciones ceremoniales y el aseo y adorno de algunas estatuas de las divinidades, no se les permitía acceder al Sanctasanctórum del templo. Solo cuando tenían un cargo de más altura jerárquica, el de 'padre del Dios'.
Al sacerdote "puro", la limpieza corporal era un deber de su oficio. Se le exigían una serie de obligaciones: tenía que ser casto, debía afeitarse de la cabeza a los pies todos los días (era su principal marca distintiva) y bañarse dos veces al día y por la noche. Los sacerdotes uab estaban circuncidados. Era su camino a la búsqueda de la pureza ante el mantenimiento de objetos sagrados. Su ropa también tenía que estar impecablemente limpia, y no se les permitía llevar pieles de animales. Tampoco podían comer carne de cerdo o pescado.

## Rangos
El nivel de sacerdocio uab era la base preparatoria de alcanzar rangos superiores. Dentro del cargo de sacerdote uab, existían diferentes rangos: el rango más alto lo disfrutaba el uab-nesu ('sacerdote uab del rey'), debajo de él estaba el imi-ra-uabu ('supervisor de los sacerdotes uab'). La primera estructura sacerdotal en los templos del Reino Antiguo era muy sencilla, se componía de un 'superintendente de la pirámide' que tenía debajo de él a sacerdotes uab y a sacerdotes lectores, siendo estos últimos los encargados de leer el ritual de las ceremonias. Además había sacerdotes hem-netyer, de los que se conocen importantes personalidades con este título, pues hay que tener en cuenta que en esa época, lo más normal era que los sacerdotes lo fuesen a tiempo parcial.
Aunque el servicio de los sacerdotes uab lo realizaban principalmente hombres, las mujeres también están atestiguadas como sacerdotisas uab durante el Reino Antiguo y el Imperio Nuevo. Las inscripciones de ambas épocas muestran que las mujeres recibían los mismos salarios que los hombres.
Uno de los primeros sacerdotes uab atestiguados fue Nefer-Setej  bajo el rey Sejemib perenmaat, de finales de la II dinastía, que ostentaba el título de uab-nesu. Otro sacerdote uab muy conocido fue el funcionario Shery, atestiguado a principios de la IV dinastía que fue 'jefe de los sacerdotes uab de Peribsen en la necrópolis de Sened'.